# Rudolf Saksida
Rudolf Saksida, slovenski slikar, * 28. januar 1913, Gorica, † 6. marec 1984, Gorica.

## Življenje in delo
Rodil se je v družini goriških trgovcev. Med 1. svetovno vojno je bil z mamo v begunstvu v Domžalah, po vojni se je družina vrnila v Gorico in nadaljevala trgovsko dejavnost. Po končani slovenski osnovni šoli je obiskoval italijansko meščansko šolo in trgovsko akademijo. Diplomirani knjigovodja se je leta 1934 na očetovo željo vpisal na Ekonomsko fakulteto, ta usmeritev pa ga ni veselila. Istega leta je bil vpoklican k vojakom, služenje vojske je končal kot podporočnik. Leta 1938 se je zaposlil v goriški turistični agenciji Ente per il Turismo in skrbel za reklame in plakate. Z umetnikom Tulliom Cralliem je urejal muzeje v Attemsovi palači v Gorici in na Vrhu sv. Mihaela. Med 2. svetovno vojno je kot podporočnik leto in pol služil v Albaniji, nato do kapitulacije Italije kot poročnik v Veroni. Po zlomu Italije se je vrnil domov in se pridružil OF. Leta 1946 je postal profesor risanja na slovenski gimnaziji v Gorici. Do leta 1981, ko se je upokojil je poučeval risanje še v gimnaziji v Kopru in na raznih srednjih in osnovnih šolah Trstu in okolici.
Saksidovi prvi slikarski poskusi segajo v srednješolska leta, ko je sodeloval z risbami, karikaturami in vinjetami v tržaškem humorističnem tedniku El melon. V tem času se je vpisal tudi na umetniško šolo v Gorici in se tu spoznal z goriškim slikarjem Tulliom Cralliem. S Cralliem se je prvič predstavil širši javnosti na likovni razstavi 1938 v Gorici, štiri leta kasneje pa se je s sliko Zračno slikarstvo vojne  udeležil beneškega bienala. V letih 1938−1974 je sodeloval na 44-tih samostojnih in skupinskih razstavah v različnih krajih Avstrije, Italije in Jugoslavije. Saksidov slikarski opus obsega poleg oljne še grafično in akvarelno tehniko. Posvetil se je tudi ilustraciji in ilustriral nekaj slovenskih in italijanskih knjig (Zgodba o morskem konjičku (COBISS)). Leta 1962 je v Sloveniji objavil prvi fotoroman Modre veverice. Poleg likovne govorice je gojil tudi besedno. Napisal je neobjavljeno novelo Le spezzate in prav tako neobjavljen roman Il vagone di Sogni. Poskusil pa se je tudi s filmsko govorico, da bi na dinamični način prikazal svoje slikarstvo je z 8milimetrskim filmom Pikole cosa non troppo sodeloval na mednarodnem natečaju, ki ga je razpisal Cineclub Fedie iz Trsta.  